# Gonzalo Oviedo
Gonzalo Oviedo (n. Lomas de Zamora, Buenos Aires, Argentina; 18 de junio de 1990) es un futbolista argentino que juega como defensa. Actualmente se encuentra en Club San José de la Liga de Fútbol Profesional Boliviano. 

## Clubes
| Club                           | País      | Año           |
| ------------------------------ | --------- | ------------- |
| Banfield                       | Argentina | 2009 - 2010   |
| San Martín de Tucumán (Cedido) | Argentina | 2010 - 2011   |
| Banfield                       | Argentina | 2011 - 2012   |
| San Telmo                      | Argentina | 2012-2013     |
| Flandria                       | Argentina | 2013-2015     |
| Club San José                  | Bolivia   | 2015-presente |